# Саберулаво
Саберулаво (груз. საბერულავო) — село в Грузії.
За даними перепису населення 2014 року в селі проживає 200 особи.